# Центральная мечеть (Астана)
Центральная мечеть города Астаны (каз. Астана қаласының бас мешіті) — соборная мечеть в Астане, самая большая по вместимости мечеть Казахстана и Центральной Азии.

## Строительство
18 марта 2019 года инициатор строительства, президент Казахстана Нурсултан Назарбаев заложил первый камень на месте строительства новой мечети. Строительство поддержали частные инвесторы, из государственного бюджета средства не использовались. 12 августа 2022 года прошло открытие мечети с участием Назарбаева.

## Архитектура

Мечеть построена на земельном участке площадью 10 га. Общая площадь помещений составляет 68 062 м². Общая вместимость мечети составляет 235 тысяч человек, из них: в залах одновременно могут молиться 30 тысяч мужчин и 5 тысяч женщин; 200 тысяч человек — на открытом воздухе (170 тысяч — во дворе мечети и 30 тысяч — в районе подиума и сцены).
Мечеть имеет четыре минарета высотой 130 метров. Каждый минарет состоит из 5 частей, символизирующих пять столпов ислама: шахада, намаз, пост в месяц Рамадан, закят и хадж. Один из минаретов в левом крыле открыт для посетителей, туристы могут подняться на лифте на смотровую площадку.
Высота большого купола 83,2 метра, диаметр 62 метра. Входная дверь мечети высотой 12,4 метра, весом 1,5 тонны, изготовлена вручную из твёрдой древесины ироко. Двери украшены казахскими узорами, внешние стены — белой арабской вязью на синем фоне.
На стене со стороны киблы вырезаны 99 имён Аллаха, подсвеченные золотым светом. Длина мозаичной стены — 100 метров, высота — 22,4 метра. Мозаика состоит из 25 миллионов стёкол разных цветов.
Большой зал и женская молитвенная зона покрыты коврами с казахским орнаментом, произведёнными в Новой Зеландии из 100%-й шерсти. Общая площадь коврового покрытия составляет 15 525 квадратных метров, толщина ковра — 15 миллиметров. В центре главного зала под куполом висит хрустальная люстра диаметром 27 метров, весом 20 тонн. Люстра изготовлена из 1 360 890 хрустальных фрагментов. Также в 4 углах зала висят 4 люстры диаметром по 8 метров.
На первом и втором этажах мечети кроме залов для молитв расположены учебные классы, конференц-зал, зал для бракосочетаний, зал для чтения Корана, телестудия, офисы, служебные помещения, магазины, музей и технические помещения. На подземном этаже находятся банкетный зал на 440 мест, закрытая автостоянка на 405 мест, вестибюль, уборная, место технических и ритуальных служб, место для жертвоприношения и другие помещения.